# Euopius pilatus
Euopius pilatus är en stekelart som beskrevs av Fischer 1988. Euopius pilatus ingår i släktet Euopius och familjen bracksteklar. Inga underarter finns listade i Catalogue of Life.